# Eberhard Weichenhan
Eberhard Weichenhan (* 13. Mai 1948; † 9. Juli 2014) war ein deutscher Verbandsfunktionär.

## Werdegang
Weichenhan studierte Betriebswirtschaft und war ab 1990 als Versicherungsmakler mit dem Schwerpunkt Fischereibetriebe und Angelvereine für die Ergo Versicherungsgruppe tätig.
Bereits früh engagierte Weichenhan sich als Angelfunktionär im damaligen Bezirksfachausschuss Potsdam des Deutschen Anglerverbands (DAV) der DDR. Seit Gründung am 15. September 1990 war er Präsident des Landesanglerverbandes Brandenburg im DAV. Er war zudem Mitglied im Landesfischereibeirat bei der Obersten Fischereibehörde und im Präsidium des Deutschen Fischerei-Verbandes. Weichenhan initiierte ab 1991 die Herausgabe des „Märkischen Anglers“, eine
Verbandszeitschrift für alle Mitglieder. Er holte die Weltmeisterschaft für Angler mit Behinderung 2008 nach Potsdam und war treibende Kraft bei der Einführung von Angeln als Schulfach in Brandenburg. Außerdem sprach er sich gegen ein Angelverbot für Jugendliche unter 16 Jahren aus.
Er war verheiratet und hat zwei Kinder.

## Ehrungen
- 2009: Verdienstorden des Landes Brandenburg